# 일본의 텔레비전 애니메이션 목록/ㄷ
일본의 텔레비전 애니메이션 목록 (ㄷ)에서는 ㄷ으로 시작되는 제목의 일본의 애니메이션을 서술한다.

## 다
- 달빛천사
- 닥터 슬럼프
- 단탈리안의 서가
- 달려라 부메랑
- 달타냥의 모험

## 더
- 데드 프린세스

## 도
- 도라에몽
- 도라에몽 시리즈
- 도레미 하우스
- 도로로
- 도쿄 구울
- 도쿄 구울√A
- 도쿄ESP
- 돌격! 남자훈련소
- 돌고래 요정 티코
- 동경 BABYLON

## 됴
- 없음

## 두
- 없음

## 듀
- 듀라라라!!

## 드
- 드래곤 크라이시스!
- 드래곤볼
  - 드래곤볼 GT
  - 드래곤볼 Z
  - 드래곤볼 카이
- 드루아가의 탑 ~the Aegis of URUK~

## 디
- 디-프래그!
- 디스프린
- 디어 보이즈
- 디지몬 제볼루션
- 디지몬 프론티어
- 디트로이트 메탈 시티
- 디아볼릭 러버즈

## ㄸ
- 떴다! 럭키맨